# Болховська битва
Болховська битва — битва Смутного часу, в ході якої 10-11 травня 1608 року війська Лжедмитрія II завдали поразки армії царя Василя Шуйського біля села Кам'янки, за 10 кілометрів від містечка Болхов.
30-тисячним військом Лжедмитрія II командував гетьман, князь Роман Ружинський, основу його війська складали 6 тис. поляків та 8 тис. запорожців. 170-тисячним московським військом командував воєвода, князь Дмитро Шуйський (за іншими даними чисельність становила 15 та 180 тисяч відповідно).
У перший день в битву проти московитів вступили передові полки під командуванням князя Адама Ружинського (племінника гетьмана Романа Ружинського) і Валявського, проти них виступили німецькі найманці московитів, але, не отримавши помочі від основних сил Шуйського, були повністю винищені.
На другий день в битву вступили основні сили гетьмана Ружинського і, поки вони готувалися до бою, гетьман наказав перемістити на фланг до московитів обозні вози з піднятими на них прапорами, чим створив у московитів враження, що їх оточують. При цьому Дмитро Шуйський віддав наказ відводити власну артилерію в тил, в безпечне місце, що викликало ще більшу розгубленість у всьому московському війську. В результаті армія Шуйського була вщент розбита і гнана дві милі до Болхова — до засік, де був вузький прохід і московити заради спасіння були змушені кинути всю свою зброю, і припаси, і багатства.
13 травня гетьману Ружинському здався Болхов разом з 4 тис. гарнізоном і шлях на Москву виявився відкритим.